# 고대 한국어 어휘

## 개요
본 문서는 "도수희,《古代 地名의 改定과 그 功過》,  한국어문교육연구회, 2009", "박병채,《고대삼국의 지명어휘고》, 백산학보 5호, 1968", "이병선, 한국고대국명지명의 어원 연구, 이화문화사, 2012", "김종학,《訓借 地名語素의 새김 變遷攷》, 한국지명학회, 2007"의 견해를 인용하여 추가 보완한 것이다.
상세 인용은 아래와 같다.
- 한자/차자표기: 《古代 地名의 改定과 그 功過》

- 재구음: 《古音小鏡》
- 중세어/현대어: 《우리말샘》
- 그 외 인용은 각주 표기

재구음의 한글 발음 기준 가나다순으로 정렬하였다.

## ㄱ (k)
| 한자   | 차자표기     | 재구음         | 중세어         | 현대어              |
| ------ | ------------ | -------------- | -------------- | ------------------- |
| 市     | 加知         | kati → *kali   | 져졧-거리      | 시장                |
| 馬     | 韓           | kal            | ᄆᆞᆯ             | 말                  |
| 䢘     | 加羅         | kala           | 가래·어리·오래 | 가래·어리·우리·오래 |
| 大     | 江           | kala           | 거르-·걸ᄅᆞ-    | 매우·크게           |
| 犂     | 加尸         | kali           | 갈다           | 갈다                |
| 西     | 押ㆍ蓋       | kalp           | 갈             | 갈                  |
| 唐     | 加火         | kapwl          | 가ᄫᆞᆫ-          | 가운-               |
| 䢘     | 加阿         | ka-            | 가-            | 가-                 |
| 菁     | 加支         | kake           | 까깨           | 우거지다            |
| 穴     | 甲比ㆍ甲ㆍ押 | kap-           | 구무           | 구멍                |
| 嶽     | 岬ㆍ押       | kap-           | 구무           | (긴뿔 모양)         |
| 王     | 皆次         | kel-ci > ke-ci | 긔ᄌᆞ           | 임금                |
| 濱     | 去斯         | kase           | ᄀᆞᆺ             | 가                  |
| 新     | 加尸         | kasi           | ᄀᆞᆺ             | 갓                  |
| 心     | 居尸         | kasi           | 가ᄉᆞᆷ           | 가슴                |
| 城     | 支           | ke             | 재             | 재·(산마루)         |
| 鵝     | 居老         | kəro           | 거유           | 거위                |
| 德     | 今           | kəm            | 큰             | 큰                  |
| 黑     | 今勿         | kəmwl          | 검을           | 검을                |
| 萬     | 今勿         | kəmwl          | 골             | 만                  |
| 熊     | 功木         | komo-          | 고마           | 곰                  |
| 玉     | 古斯         | kose           | 구슬           | 구슬                |
| 鵠     | 古衣         | kohoy          | 고해           | 고니                |
| 串(口) | 古次         | koci           | 곶             | 곶                  |
| 城     | 忽           | kol            | 골ㆍᄀᆞ옳       | 골ㆍ고을            |
| 口     | 忽次         | kolsi          | 골애ㆍ입       | 굴시ㆍ입            |
| 大     | 仇刀         | kuto-, kutol-  | (큰-)          | (큰-)               |
| 江     | 屈於         | kula           | ᄀᆞᄅᆞᆷ           | 강                  |
| 曲     | 屈火         | kupwl-         | 구불-          | 구불-               |
| 童子   | 仇斯         | kuse, aho-     | 아ᄒᆡ           | 아이                |
| 荒·萊  | 骨衣·居漆    | kucwl-, kocil- | 거츨           | 거칠                |
| 文     | 斤尸         | kwl            | 글             | 글                  |
| 木     | 斤乙         | klwt           | 그릏           | 그루                |
| 永     | 吉           | kil-           | 길-            | 길-                 |

## ㄴ (n)
| 한자 | 차자표기 | 재구음       | 중세어     | 현대어        |
| ---- | -------- | ------------ | ---------- | ------------- |
| 槐   | 仍斤     | nəgən-, nən- | 누튀(나무) | 느티(나무)    |
| 鉛   | 乃勿     | nəmwl        | 나물       | 납            |
| 穀   | 仍伐     | nəpat        | 낟         | 낟(곡식의 알) |
| 壤   | 奴ㆍ惱   | na           | 나(랗), ᄯᅡᇂ | 나(라),ㆍ땅   |
| 淺   | 夜牙     | nya-         | 녙-        | 얕-           |
| 白   | 奈兮     | nake         | ᄇᆡᆨ셔ᇰ       | 백성          |
| 麻   | 泥       | nye          | 엻, 눟-    | 삼            |
| 翼   | 於支     | nwlge        | ᄂᆞᆯ개       | 날개          |
| 獐   | 古       | nol-         | 놀ㆍ노로   | 노루          |
| 池   | 內米     | nama → nubu  | 눕         | 늪            |

## ㄷ (t)
| 한자   | 차자표기   | 재구음       | 중세어   | 현대어               |
| ------ | ---------- | ------------ | -------- | -------------------- |
| 高ㆍ山 | 達         | tal          | 묗, 높은 | 산,ㆍ높은            |
| 月     | 突·珍      | twol         | ᄃᆞᆯ       | 달                   |
| 靈     | 突·珍·月   | twol         | 영(하다) | 영(하다)             |
| 谷     | 旦ㆍ頓ㆍ呑 | tan, tun     | 골       | 골                   |
| 陽     | 多沙       | tasa-        | ᄃᆞᆺ, ᄃᆞᄉᆞ | 다스-, 다사-         |
| 嶺     | 知衣       | tey, trey    | 재       | 재(고개)             |
| 毛乙   | 鐵         | tyəli → tyəl | 텰       | 털                   |
| 十     | 德         | tək          | 덕       | 덕(고원의 평평한 땅) |
| 狄     | 都         | to-          | 되       | 되(놈)·(오랑캐)      |
| 堤     | 吐         | tu           | 언(둑)   | 둑                   |
| 雉     | 刀臘       | tulap        | ᄭᅯᆼ, (새) | 꿩ㆍ(새)             |
| 開     | 冬比       | tolp-        | 듧다     | 뚫다                 |
| 猪     | 鳥斯ㆍ鳥生 | tose         | 돝       | 돼지                 |
| 臨     | 烏阿       | toa          | 디ᄂᆞᆯ     | 임하다               |
| 圓     | 冬         | toli         | 도리     | 둘레                 |
| 石     | 珍惡       | twlak, twlk  | 돓       | 돌                   |
| 北     | 知·地      | tie, ti      | 뒿       | 뒤(북)               |

## ㅁ (m)
| 한자       | 차자표기 | 재구음   | 중세어      | 현대어      |
| ---------- | -------- | -------- | ----------- | ----------- |
| 逢ㆍ迎     | 伯       | mat-     | 마지(하다)  | 맞이(하다)  |
| 餘         | 麻珍     | matol-   | ᄆᆞᄃᆞᆯ-·ᄆᆞ딜- | 여툴-·모을- |
| 駒         | 滅烏     | mala-    | ᄆᆞ야-       | 망아-       |
| 巨         | 駒ㆍ滅烏 | mala-    | ᄆᆞᄅᆞ·말-    | 마루, 큰    |
| 蒜         | 買尸     | mal-     | 마ᄂᆞᆯ        | 마늘ㆍ말    |
| 淸         | 勿居     | mwlk-    | ᄆᆞᆰ-         | 맑-         |
| 水ㆍ川ㆍ井 | 買       | meㆍmwl  | 믈          | 물          |
| 蚊         | 毛ㆍ關   | mok-     | 모ᄀᆡ        | 모기        |
| 關         | 毛ㆍ蚊   | mok-     | 모개        | (길)목      |
| 山         | 文       | molo     | 모로        | 뫼          |
| 勿         | 梁       | mwlㆍtol | 믈·돓       | 물ㆍ도랑    |
| 水         | 勿       | mwl      | 믈          | 물          |
| 三         | 密       | mil      | 셓-         | 세-         |
| 推         | 三       | mil-     | 밀(다)      | 밀(다)      |

## ㅂ (p)
| 한자 | 차자표기   | 재구음       | 중세어    | 현대어    |
| ---- | ---------- | ------------ | --------- | --------- |
| 田   | 波         | pa-          | 밭        | 밭        |
| 峴   | 波兮       | pake → pahoy | 바회      | 바위      |
| 巖   | 波衣       | pahoy        | 바회      | 바위      |
| 岩   | 巴衣       | pahoy        | 바회      | 바위      |
| 桃   | 波尸       | pasi         | (복사)    | 복사      |
| 海   | 波旦ㆍ波利 | patanㆍpali  | 바닿·바ᄅᆞᆯ | 바다      |
| 風   | 火         | pwl-         | 블-       | 불-       |
| 綠   | 伐力       | pwlwk        | 프르-     | 푸르-     |
| 重   | 別         | pel          | ᄇᆞᆯ        | 벌        |
| 平   | 別吏       | peli         | ᄇᆞᆯ        | 벌        |
| 深   | 伏斯       | pukse        | 깊-·(푹-) | 깊-·(푹-) |
| 松   | 夫斯ㆍ扶蘇 | puseㆍpusu   | 솔        | 솔        |
| 城   | 火         | pwl          | ᄇᆞᆯ        | 벌        |
| 雨   | 比         | pi           | 비        | 비        |
| 僧   | 非         | pi           | 비구      | 비구      |

## ㅅ (s)
| 한자     | 차자표기        | 재구음     | 중세어 | 현대어           |
| -------- | --------------- | ---------- | ------ | ---------------- |
| 麻       | 三              | sam        | 삼     | 삼               |
| 赤       | 沙非ㆍ沙伏ㆍ森  | sapiㆍsapu | 사ᄫᅵ   | 새비             |
| 新       | 沙尸 → 沙       | sal → sai  | 새     | 새               |
| 淸       | 薩·沙熱         | sal-       | ᄆᆞᆰ-    | 맑-              |
| 靑       | 音里            | soli-      | 프르-  | 푸르-            |
| 霜       | 薩              | sal        | 서리   | 서리             |
| 僧       | 所勿            | samul      | 즁     | 중               |
| 泉       | 辛              | syem       | ᄉᆡᆷ     | 샘               |
| 簡子     | 栍              | soi        | 쇠-    | 쇠-              |
| 牛       | 首              | syu        | 쇼     | 소               |
| 金       | 休              | syi        | 쉬(다) | 쉬(다)           |
| 𢈴       | 首乙            | suli       | 쉬     | 곡물(창고)       |
| 戌·上·峯 | 首尒·車·述·述尒 | suliㆍsuni | 수리   | (정)수리, 꼭대기 |
| 土       | 息              | sikㆍsyil  | ᄒᆞᆰ     | 흙               |

## ㅇ (a, u, o)
| 한자   | 차자표기   | 재구음       | 중세어     | 현대어               |
| ------ | ---------- | ------------ | ---------- | -------------------- |
| 母     | 阿莫       | amak → am    | 암         | 암                   |
| 幷     | 阿火       | apol- → aol- | 아올(다)   | 아우르(다)           |
| 長     | 主夫       | uky → uhy    | 웋         | 위                   |
| 母     | 也次       | yasi         | 어ᅀᅵ       | 어버이               |
| 狌ㆍ狼 | 也尸       | yasiㆍili    | 여ᅀᆞㆍ일히 | 여우ㆍ이리           |
| 牙     | 陰         | əimㆍim      | 엄         | 어금니               |
| 橫     | 於斯       | ose          | 엇         | 엇                   |
| 泉     | 於乙·宜    | owli-        | ᄉᆡᆷ         | 샘                   |
| 取     | 于冬於     | utula-       | 얻을-      | 얻을-                |
| 五     | 于次       | uci          | 다ᄉᆞᆺ       | 다섯                 |
| 厭     | 異次, 伊處 | ic-          | 앛-ㆍ잋-   | 싫어하다ㆍ피곤해하다 |

## ㅈ~ㅎ (c, t, h)
| 한자   | 차자표기 | 재구음     | 중세어     | 현대어   |
| ------ | -------- | ---------- | ---------- | -------- |
| 嶺     | 嵯       | cie        | 재         | 재       |
| 乳(孔) | 齊次     | cyəci      | 졎         | 젖       |
| 銀     | 折       | cyel, tyel | 은         | 은       |
| 兎     | 鳥斯含   | tusikam    | 톳기ㆍ토ᄭᅵ | 토끼     |
| 大     | 漢       | han-       | 한-        | 한-(큰-) |

### 내용주
1. ↑  병아리나 닭 따위를 가두어 기르기 위하여 채를 엮어 만든 물건이다. 가래는 동남방언에 남은 어형이다.
2. ↑  거리에서 대문으로 통하는 좁은길을 뜻한다.
3. ↑  뱃사람들은 '서풍'을 '갈바람, '서남풍'을 '갈마바람', '북서풍'을 된갈이라하고, 경남 방언으로 '서쪽'은 '갈짝'이다.
4. ↑  가운데의 중세어이다. 신라시대 지명 가블갑(加火押)이 고려시대 중화현(中和縣)으로 바뀌었는데 여기서 '加火'과 '中'의 대응이 확인된다.
5. ↑  岬은 곶을 의미하기도 하지만 산과 산 사이라는 뜻도 가지고 있기 깨문에 위의 穴와 의미가 통한다.
6. ↑  경계에 가까운 바깥쪽 부분을 뜻한다.
7. ↑  이제 막을 뜻한다.
8. ↑  고대어 '검'은 크다는 의미를 가지고 있기 때문에 숫자가 아닌 '크다'의 훈차표기일 가능성도 있다.
9. ↑  골백번 같은 단어에 흔적이 남아있지만 현재는 한자 萬을 표준어로 사용한다.
10. ↑  우리말샘 : 고유어 '나물'에서 유래한 단어가 아니고 한자  '랍(鑞)'의 한글 표기로 추정된다.
11. ↑  엻(麻) 외에 엻다(엷다의 함경 방언)가 있는데 중세어는 '누흐럽다'이다.
12. ↑  현대에는 양달, 응달 같은 단어에 흔적만이 남아있을 뿐 사용하지 않는다.
13. ↑  현대 제주어로 '돼지'는 '도세기'라고 한다.
14. ↑  경남방언이다.
15. ↑  복숭아의 준말이다.
16. ↑  경상방언 '바당', 제주방언 '바를'과 유사하다.
17. ↑  옷이나 그릇 따위가 두 개 또는 여러 개 모여 갖추는 덩어리이다.
18. ↑  넓고 평평하게 생긴 땅이다.
19. ↑  占察에 사용되는 문자가 기록된 패쪽을 말한다.
20. ↑  혼인이나 제사 따위의 관혼상제 같은 어떤 의식을 치른다. (예 : 명철을 쇠다.)
21. ↑  생물에서 새끼를 배거나 열매를 맺는 쪽의 성(性).
22. ↑  높은 산의 마루를 이룬 곳이다.

### 참조주
1. ↑  강헌규, 《백제 지명 “加知奈縣 一云 加乙乃縣”의 어원적 연구》, 한글학회, 2014.
2. ↑  李丙燾, 1976, 『韓國古代史硏究』, 博英社, 215쪽 ; 이병선,《한국고대국명지명의 어원 연구》, 이회문화사, 2012, 50쪽 : '걸'을 '말(馬)'의 옛말로 보았다.
3. ↑  이건식, 《韓國固有漢字 구성요소 辶의 의미와 특수성 형성배경》, 2013, 11쪽 : 『訓蒙字會』에 나오는 어리[圈]는 ‘병아리 따위를 가두어 기르는 물건. 싸리나 가는 나무로 채를 엮어 둥글게 만든다.’는 뜻을 가진 것인데, 이 ‘어리’의 경상북도 방언이 『표준국어대사전』에‘가래’로 실려있는 것이 주목된다. 䢘城郡과 ‘加阿忽/加羅忽’의 대응에서 보여지는 ‘加阿忽/加羅忽’가 바로 현대의 경상북도 방언 ‘가래’의 선대형일 것으로 추정된다. 이상의 논의를 종합하여 살펴본다면, 한국 고유한자 䢘는 ‘단순히 지키다’ 의 의미를 표현하기 보다는 ‘지키는 울타리’ 정도의 의미를 표현한 것이라 할 수 있다.
4. ↑  이건식, 《韓國固有漢字 구성요소 辶의 의미와 특수성 형성배경》, 2013, 12쪽 : 어떤 집의 중심적인 울타리가 ‘대문’이라 한다면 ‘오래’는 이 ‘대문’의 가장자리인 골목길이 된다. 결국한국 고유한자 䢘는 ‘守[울타리]+辶[邊,가장자리]’의 의미를 가진 會意字가 된다.
5. ↑  이정용, 《지명의 차자표기법으로서 확인첨기법 고찰》, 한국지명학회, 2021.
6. ↑  정연식, 《신라 경주의 東川 沙梁과 西川 及梁》, 서울대학교 규장각한국학연구원, 2017.
7. ↑  정연식, 《가개섬 鬱陵島의 여러 별칭과 于山島의 실체》, 2019, 340쪽 : 울릉도 가까이 있는 관음도에 까깨섬/까께섬이라는 별칭이 있는데 『정조실록』에서는 可支島라 하였다. 함경남도 안변에 있었던 고구려의 ‘加支達縣’이 통일신라 경덕왕 때에 ‘菁山縣’으로 바뀌었던 것으로 보아 ‘加支’도 울창하다, 무성하다는 뜻의 우리말을 한자로 표기한 것인데, 加支와 可支의 한자음이 같고, 菁과 鬱의 뜻이 같으므로, 可支島는 鬱陵島와 통하는 이름이다. 즉 울릉도의 이름이 관음도로 옮겨진 것이다.
8. ↑  임홍빈, 《고구려 지명 혈구군 '(穴口郡)'의 '혈(穴)' 에 대하여》, 서울대학교 인문학연구원, 2008 :  고구려어의 '갑비(甲比)' 와 중세어의 '구무' 가 비교 가능하다.
9. ↑  《삼국사기》〈지리지〉2권, 1145 : 빈양현(濱陽縣)은 본래 고구려(高句麗) 양근현(楊根縣)이었는데, 경덕왕(景德王)이 이름을 바꿨다. 지금은 옛 이름으로 회복되었다.

《삼국사기》〈지리지〉4권, 1145 : 양근현(楊根縣) 거사참(去斯斬)이라고도 한다.
10. ↑  《삼국사기》〈지리지〉2권, 1145 : 신복현(新復縣)은 본래 가시혜현(加尸兮縣)인데 경덕왕 때 이름을 고쳤다. 지금은 상세치 않다.
11. ↑  황금연, 《지명어의 전부요소 ‘크다[大]’계열의 고찰》, 한국지명학회, 2013 : 현존 지명에서 ‘덕-’은 전부요소에 ‘큰-’의 뜻으로 쓰인다. 중세국어의 자료에 “ 德 큰 덕” (<자회하 31>, <석천7,9>)에서 알 수 있듯이 중세 이전에도 ‘德’이 ‘큰’의 의미로 쓰였음을 알 수 있다. 고지명에 ‘德’이 쓰인 지명으로 <지리 37>에서 “德勿>德水”, “十谷縣 一云 德頓忽”, “今勿縣>今武縣>德禮縣”, “德近郡>德殷郡>德恩郡”, “德近支>得安縣”이 확인되는데 고구려와 백제의 지명이다.
12. ↑  최남선, 《신자전》, 1915
13. ↑  도수희, 《古代 地名의 改定과 그 功過,》 한국어문교육연구회, 2009년 : 삼국사기에서는 甲比古次=穴口에서 古次=口, 於乙買串=泉井口에서 口=串, 용비어천가 串=곶을 근거로 串의 음차로 해석할 수 있다.
14. ↑  《남사록》 1권,  1601 : 《지지(地誌)》에 따르면 사투리로 숲을 곶(花)이라 하고, 산을 오로음(吾老音)이라 하며, 손톱을 굽(蹄)이라 하며, 입을 굴에(勒)라 하며, 굴레는 녹대(祿大) 또는 가달(加達)이라 한다.

이기문(1968), 《고구려의 언어와 그 특징》, 백산학보 4, 123-124쪽/1991 재록 : ‘홀차(忽次), 고차(古次)’(口)의 경우, 전자를 /xolč/를 나타낸 것으 20 _ 東亞文化 第50輯 로 봄으로써 제주도 방언의 /kulle/(口의 비칭)와의 연결이 가능하게 되 며, 또 /koč/와의 사이도 /-l-/의 탈락이 가정됨으로써 쉽게 설명된다고 하겠다. 이들은 고대일본어의 /kuti/와 비교되는 것인데, /kuti/는 원래 /-lt-/를 가졌었을 개연성이 큰 것이다. 일본어가 고대 이전의 단계에 모 음간 자음군 /-*lt-, -*lg-/ 등에서 /-*l-/을 소실한 것은 비교적 잘 수립된 사실의 하나다.

정영숙, 《지명어 ‘갑/압/곶/구’에 대하여》, 한국지명학회, 2001 : ‘古尸伊’ (kuri)가 ‘岬’과 대응한 점, 현 제주방언에서 ‘입’(口)의 卑稱으로 쓰이는 ‘kurci’와 유관하여, ‘口’를 ‘kurci’라 한 점, 삼국사기 지리지의 지명표기 ‘於乙買串=泉井口縣’ 등을 통하여 볼 때, ‘/kuri～kori/(古尸伊)’는 ‘岬’이고, ‘岬’은 ‘口’이며, ‘口’는 ‘串’과 서로 유관한 것으로 보았다. 이렇게 되면, 고대국어의 시기에 나타난 지명어 ‘/kuri～kori/(古尸伊)’=岬=串=口’ 등은 같은 의미로 해석할 수 있다. 다만 지역적인 특성에 따라 명칭을 다르게 표현한 것 같으며, 후대에 의미 변화가 일어났을 것으로 생각되었다.
15. ↑  도수희, 《백제어 어휘 연구》, 제이엔씨, 2005, 505쪽 : 구사파의의 ‘구사(仇斯)’를 동자홀의 ’동자(童子)‘를 뜻하는 고유어로 상정한 다음 일본어의 ’ko(子)‘에 비교하기도 한다;
16. ↑  박광민, 고조선 국명 및 지명에 대한 語源的 考察, 온지학회, 2019, 196쪽 : ‘童>아ᄒᆡ 동’에서 ‘아’를 借訓하여 ‘아’로 읽고, ‘仇’ 또한 ‘九’와 同根語로 활용해 ‘아’로 읽었음을 알 수 있다.
17. ↑  정광, 《삼국시대 한반도의 언어 연구》, 박문사, 2011, 625쪽
18. ↑  《향약구급방》, 1236 : 鉛俗云那勿(납은 속어로 ‘나물’이라 부른다)
19. ↑  우리역사넷 : ‘나라’는 ‘나’와 ‘라’가 합쳐진 말이라고 한다.
20. ↑  도수희, 《백제어 어휘 연구》, 제이엔씨, 2005, 499~500쪽 및 503쪽 : 나혜홀의 ‘나혜(奈兮)’는 백성의 ‘백(白)’의 훈에 상응하는 표현이며, ‘홀(忽)’은 백성의 ‘성(城)’에 해당하는 고구려의 고유어이다.
21. ↑  임홍빈, 《고구려 지명 "혈구군(穴口郡)"의 "구(口)"에 대하여》 인문논총  59권 서울대학교 인문학연구원, 2008 : 본고는 ‘고사야(古斯也)’를 뜻소리적기(석음독표기, 음훈차 표기)의 하나로 ‘ᄂᆞᄅᆞ’을 달리 표현한 것으로 보고자 한다. ‘고사야(古斯也)’의 ‘고(古)’를 ‘ᄂᆞᆰ-’으로 읽고, ‘사(斯)’를 사이시옷으로 보아 ‘ㅅ’을 적은 것으로 보는 것이다. 그러면, ‘고사(古斯)’는 ‘ᄂᆞᆰ+ㅅ(사이시옷)’을 적은 것이 된다. ‘야(也)’로써 ‘ᄋᆞ’를 적은 것으로 보면 ‘고사야(古斯也)’는 'ᄂᆞᆰ+ㅅ(사이시옷)+ᄋᆞ’를 적은 것이 된다. 사이시옷의 기능이 무엇인가가 문제이겠으나, 그것이 ‘‘ᄂᆞᆰ-’의 ‘ㄱ’을 소거하는 것이었다고 가정하기로 하자. 그러면, ‘ᄂᆞᆯ+ᄋᆞ'만 남게 된다. 이것을 연철하거나 연음하면 ‘ᄂᆞᄅᆞ[津]’가 된다. ‘고사야(古斯也)’는 ‘ᄂᆞᄅᆞ[津]’에 대한 아주 불완전한 표기였다고 할 수 있다.
22. ↑  이병선,《한국고대국명지명의 어원 연구》, 이회문화사, 2012. 288쪽.
23. ↑  도수희,  《백제어 어휘 연구》, 제이엔씨, 2005, 509쪽 : 도랍현의 ‘도랍(刀臘)’은 치악의 ‘치(雉)’에 상응하는 고유어로 암컷 꿩을 뜻하는 ‘가토리’의 ‘토리’에 해당하며, 일본어의 ‘tori’와도 관련이 있다고 한다.

국립국어원 : ‘니와도리(니와토리)’는 ‘닭’을 뜻하는 일본어인데, '니와(뜻: 마당, 뜰)의 도리(뜻: 새)'라는 의미로 구성된 합성어이며, ‘니와도리’의 축약형인 ‘도리’만 남아 ‘닭도리탕’의 단어 구성 요소가 된 것입니다. 일반적으로 일본어에서 ‘닭’을 ‘도리(とり)’라고 표현하기도 합니다.
24. ↑  한자에서 '員'는 '圓'와 통용된다.
員, "9, 同圓 圓形"
- 《한국어대사전》.

경상남도 마산군 대산면
釜山員 부산도리
泥生員 이ᄉᆡᆼ도리
白楊浦 ᄇᆡᆨ양도리
虵浦 ᄇᆡ암도리.
- 《조선지지자료(朝鮮地誌資料)》, 1911.

'員'는 한자에 있는 글자로 '인원 원'이나 우리나라에서는 '동 또는 리 아래의 田地를 지칭하는 명칭'을 의미하는 '도리'로 사용되었다. 산촌에 인접한 지역에서 주로 '員'이 사용되었고 인접하지 않은 지역에서는 '坪(평)'이 사용된 것으로 보인다.
- 이건식, 《韓國 固有漢字의 發達 -地名의 후부 요소 表記를 중심으로-》, 구결학회, 2009, 243~247쪽.

面: 군 밑에 행정구역이니 일본의 町과 유사하다. 서북 양도 에는 坊과 社라 한다.
村: 면 밑에 있으니 일본의 大字와 같다.
里: 村과 같다.
洞: 里와 같다.
坪: 村·里·洞 안에 있는 소지명이니 前坪, 後坪 따위다.
契(도리) : 坪 따위다.
員 : 契와 같다.
(중략) 요는 사람에 관한 구획으로는 군, 면, 동, 통, 호라 하고 토지에 관하여는 군, 면, 동, 원 또는 평이라 하는 것 같다.
(중략) 산림과 인가가 집합된 촌락 등에는 평이라 부르지 않고 다른 명칭을 쓰는 것이 통상이다. 또 경상도에는 평 대신 員을 쓴다.
- 《토지조사참고서》, 탁지부, 1909 面.

호조(戶曹)에서 전주부윤(全州府尹) 윤효손이 아뢴 바에 의거하여 년분(年分)에 있어서 庫員等第(세속에서 田地가 있는 곳을 庫라 한다. 하나의 면(面) 안에도 땅의 기름지고 척박함이 다르므로, 그 지품(地品)에 따라 등급을 매기는 것이다.)
- 《성종실록》, 1475년(성종 6) 4월 23일 조.
25. ↑  천소영, 《‘m∨r∨’형 지명어 再考 ― 山의 고유어와 관련하여》, 한국지명학회(KCI 등재 학술지), 2002, 180쪽, 194쪽 : 경기도 龍仁의 옛 이름으로 알려진 滅烏는 바로 이 ‘m∨∨r’의 표기로서 여기서 ‘烏’는 이 어형의 말음첨기로 사용되었다. 차음자 滅烏는 차훈의 ‘駒’와 대응한다 <중략> 본고에서는 고대국어의 고유명사 표기자료를 통하여 많은 용례를 남긴 ‘m∨r∨’ 형 어사에 대하여 그 어형과 의미의 변천을 추적해보았다. m∨r∨는 본래 높은 곳을 지칭하던 공간 지시어에서 이후 으뜸(首, 最)이나 처음(初, 始), 근본(宗, 本), 또는 크고 우세함(大, 勝)을 뜻하는 추상어로 그 의미 영역을 확대하였다.
26. ↑  《용비어천가 》: 椵山 피모로.
27. ↑  도수희,  《백제어 어휘 연구》, 제이엔씨, 2005, 507쪽 : 승량현을 ‘비물(非勿)’이라고도 일컬었다고 하는데, ‘비(非)’가 ‘승려(僧)’의 뜻으로 쓰였을 가능성을 상정하며 중세국어 ‘비구(比丘)’와 연관시키기도 한다.
28. ↑  이장희, 《고구려어의 어말모음 교체에 대하여》, 2006, 16쪽 : '非'가 중고음에서 합구음이었다 하더라도 후대 전승 한자음에서 '비'로 읽히고 있고, 앞으로 재구할 다섯 쌍의 지명, 인명 이표기가 '전설 대 후설'의 모음 대립을 보여주며, 백제 지명이지만 '森(후대어 '숲')' = 所非'의 대응을 참고하면 후설모음보다는 전설모음으로 재구함이 더 타당할 듯 하다. 한편 후내입성음은 'ø'로도 나타난다. 따라서 '沙伏'의 둘째 음절 후내입성음을 'ø'로 보면 '沙伏·沙非'는 각각 *sabu, *sabi로 재구된다.
29. ↑  권혁양, 《사가-/*사 -’(희다, 붉다, 빛나다, 밝다) 계열 어휘의 어원에 대하여》, 서울대학교 규장각한국학연구원, 2011 : 고대국어 沙非(赤), 沙伏(赤), 所比(赤), 중세어 ‘사ᄫᅵ ’(蝦)와 현대국어의 방언형, ‘새비나무’(Callicarpa mollis)의 ‘새비’, ‘새비기’(Miscanthus sinensis)의 ‘새비’, ‘새갱이’(억새), ‘새강’(억새), ‘새비낭’(Rosa multiflora)의 ‘새비’, ‘새’(Arundinellahirta)와 그에 대응하는 방언형, 자동사 ‘:새-’/‘사이-’(새다, 밝아지다), ‘새배’(曉), ‘새박’(晨), ‘밝은 정도’를 표시하는 접두사 ‘ -’, ‘새별’(明星)의 ‘:새-’, ‘새’(동쪽) 등의 많은 어휘들이 음운·의미 대응에 비추어 재구한 쌍형 어기 *sa a-~*saβa- ‘희다, 붉다, 빛나다, 밝다’로 거슬러 올라갈 개연성이 아주 높다고 보았으며, 이들이 의미 ‘희다, 붉다, 빛나다, 밝다’를 중심으로 하나의 정연한 체계를 이루고 있음을 살펴 보았다.
30. ↑  정연식, 《신라 경주의 東川 沙梁과 西川 及梁》, 서울대학교 규장각한국학연구원, 2017.
31. 1 2  도수희, 《‘泉․交․宜’의 古釋에 대하여》, 국어사와 차자표기,  남풍현 박사 회갑논총, 태학사, 1999 : 신라어, 가야어의 분포 지역에서는 중세국어에 해당하는 ‘ᄉᆡᆷ’이라는 어휘가 쓰였던 것으로 추정하고, 백제어 분포 지역에서는 ‘於乙買串’의 지명에서 볼 수 있는 바와 같이 ‘얼’(於乙)이 쓰였을 것으로 추정하였다.
32. ↑  이건식,《한국 고유한자 자형(字形) 구성(構成) 방법(方法) 연구 二題》, 단국대학교 동양학연구원, 2012, 119~120쪽 : 가. 栍川 본부 남쪽 50리에 있으며, 지금은 金伊江津이라고 하니, 바로 長溪川의 하류이다. <新增東國輿地勝覽, 定平都護府 山川>

가의 栍川과 金伊江津의 대응은 栍과 金伊의 이표기 관계를 알려 주고 있다. 한국 고유한자 栍은 우리말 ‘쇠’ 정도를 표기한 것으로 생각된다.
33. ↑  이건식, 《한국 고유한자 字形 構成 方法)연구 二題》, 단국대학교 동양학연구원, 2012, 20쪽 : 稤巖〈太宗實錄 1408년(태종 8) 12월 5일〉은 鷲巖(수리바위)〈新增東國輿地勝覽 安山郡 山川; 大東地志 安山 沿革〉로 표기되었다. ‘수리’와 ‘쉬’의 대응에서 ‘쉬’는 ‘수리’에서 ‘ㄹ’이 탈락한 것인데, 이와 같이 모음과ㅣ모음사이의 ‘ㄹ’이 탈락하는 경우는 15세기어에서 발견된다. 즉 유창돈(1973: 91-92)은 15세기어에서 ‘나리[川] 대 내, 누리[世] 대 뉘, 도리[廻] 대 되’ 등의 공존형을 소개하고 있다.
34. ↑  이건식, 《馬韓小國 優休牟涿國 표기와 조선 시대 富平都護府 注火串面 표기의 의미 유사성과 차별성에 대하여》, 구결학회, 2022, 55쪽 : 優休는 ‘*우희’ 정도를 표기한 것이므로 優休牟涿에서 優休를 ‘위’의 뜻으로 파악할 수 있다. 優休牟涿에서 優休를 ‘위’의 뜻으로 파악하게 되면 ‘主夫吐郡, 長堤郡’ 등의 대응에서 보이는 主와 長의 대응 관계를 명확하게 이해할 수 있다. 主와 長의 공통적인 의미로 생각할 수 있는 것은 ‘우두머리’의 뜻이며, ‘위’도 ‘우두머리’의 뜻을 가질 수 있는 것으로 생각된다.
35. ↑  도수희, 《‘泉․交․宜’의 古釋에 대하여》, 국어사와 차자표기,  남풍현 박사 회갑논총, 태학사, 1999 : '宜'의 古訓이 '열'〈대동급본천자문〉이지만 古訓이 '마ᄯᅡᆼ'도 표기된 점을 감안하면 '마ᄯᅡᆼ'은 '옳다'와 뜻과 같으며, '옳다'의 '옳'은 '合'을 뜻하는 고대어 '얼(*r)'과 'ᄒᆞ다'가 합성하여

'*er+hta> orhta > orhta'가 되었을 것으로 추정하였다.
36. ↑  김양진,《지명 연구의 국어 어휘사적 의의》, 한국지명학회, 2014, 93~94쪽.
37. ↑  양주동(1947), 백두현(2020).
38. ↑  이기문(1998), 박진호(2021).
39. ↑  염(厭)ㆍ이차돈이 중세어 '앛-(싫어-)'의 원형인 '잋-'의 차자표기라고 주장한 양주동(1947)의 견해는 후대 연구자들에게 지지와 비판을 받으며 많은 영향을 주었다. 관련 연구자들의 견해는 다음과 같다.

1) 언어학적 비판
  - 도수희(1998)는 이차돈의 자(字) 염촉(厭髑)의 '厭(싫어하다)'와 '잋다(피곤해하다)'의 새김 불일치와 '잋'이 '아쳗'으로 변형될 수 없는 점을 비판하여 음가는 '이쳐도'이고 중세어 '아쳗(싫어하다)'의 원형이라는 견해를 제시하였다.

  - 김지형(1998)은 도수희의 '아쳗-'에는 동의하지만 인명표기가 동사 형태인 점을 비판하여 '읻(싫어하는 혹은 곤란한)'이라는 견해를 제시하였다.

  - 이기문(1998)은 잋의 음소 변화 없이 새김만 고대어 '싫다(厭)'가 중세어 '피곤하다(困)'로 연신되었다는 견해를 제시하였다.

  - 백두현(2020)은 고대어 '이철(싫은-)'이 중세어 '아철(싫은-)'로 변화한 것으로 보았다.

2) 이름(字)의 부정적 의미 해석에 대한 비판
  - 양주동 스스로 이후(1965) 자신의 '잋'설을 '읻(곱다ㆍ선하다)'으로 견해를 수정하였는데 이는 강헌규(1988)의 연구에서 수용되었다.

  - 한문학자 한연석(2015)은 한자 '猒'의 본래 뜻이 "싫도록(실컷) 먹다"라는 점을 근거로 '이쳐도ㆍ이ᄎᆞ도'가 원래 '美'의 긍정적인 의미였으나 중세어 '싫다'로 연신되었다는 견해를 제시하였다.

  - 조경철(2024)는 '구하다ㆍ사랑하다' 등을 뜻하는 범어 'icchā를 '선한사람ㆍ좋은사람'으로 의역한 것이 '염(髑)'이라는 견해를 제시하였다.

3) 고슴도치 설
  - 이병도(1999)은 '‘猒'의 정자(正子)가 '猬(고슴도치)'이며 이차돈은 신라어로 고슴도치를 의미하는 '이츠도치'라는 주장을 하였다. 강헌규(2000)는 '猒'만 고슴도치로 해석할 수 있고 음가도 '이츠'라는 견해를 제시하였다.
40. ↑  임홍빈, 《高句麗 地名 ‘濟次巴衣’의 ‘濟次’와 알타이 語族 假說》, 한국어문교육연구회, 2012 : 本稿는 ‘孔巖縣’을 ‘乳巖縣’이 轉訛된 것으로 보았다. ‘乳巖縣’은 中世 韓國語로는 ‘ 졎바회’ 혹은 ‘졋바회’로 적을 수 있는 것이다. ‘濟次’나 ‘齊次’는 中世語 語形이나, Karlgren (1964)의 再構音 혹은 周法高 主編(1974)의 再構音을 參考로 하여 高句麗語 /*ʦjəʦi/(혹은 /*čyəči/)를 적은 것으로 보았다.